# Chaim Zelig Słonimski

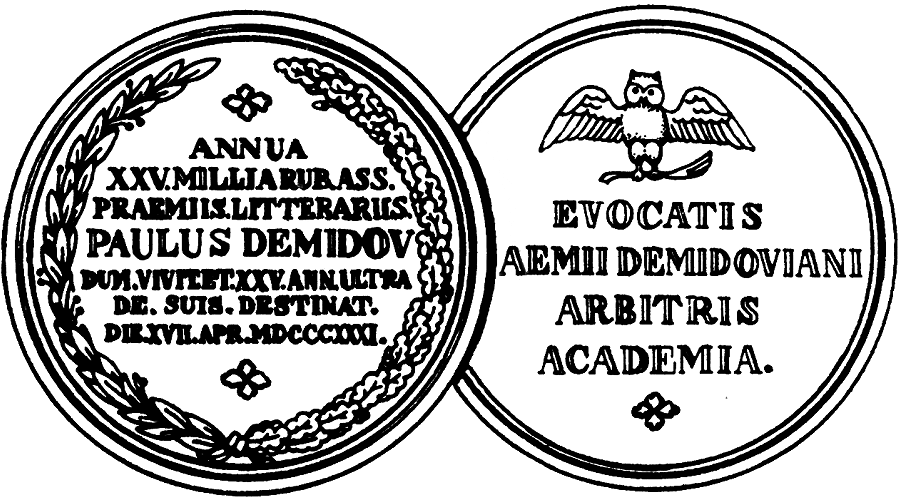
Nagroda Demidowa

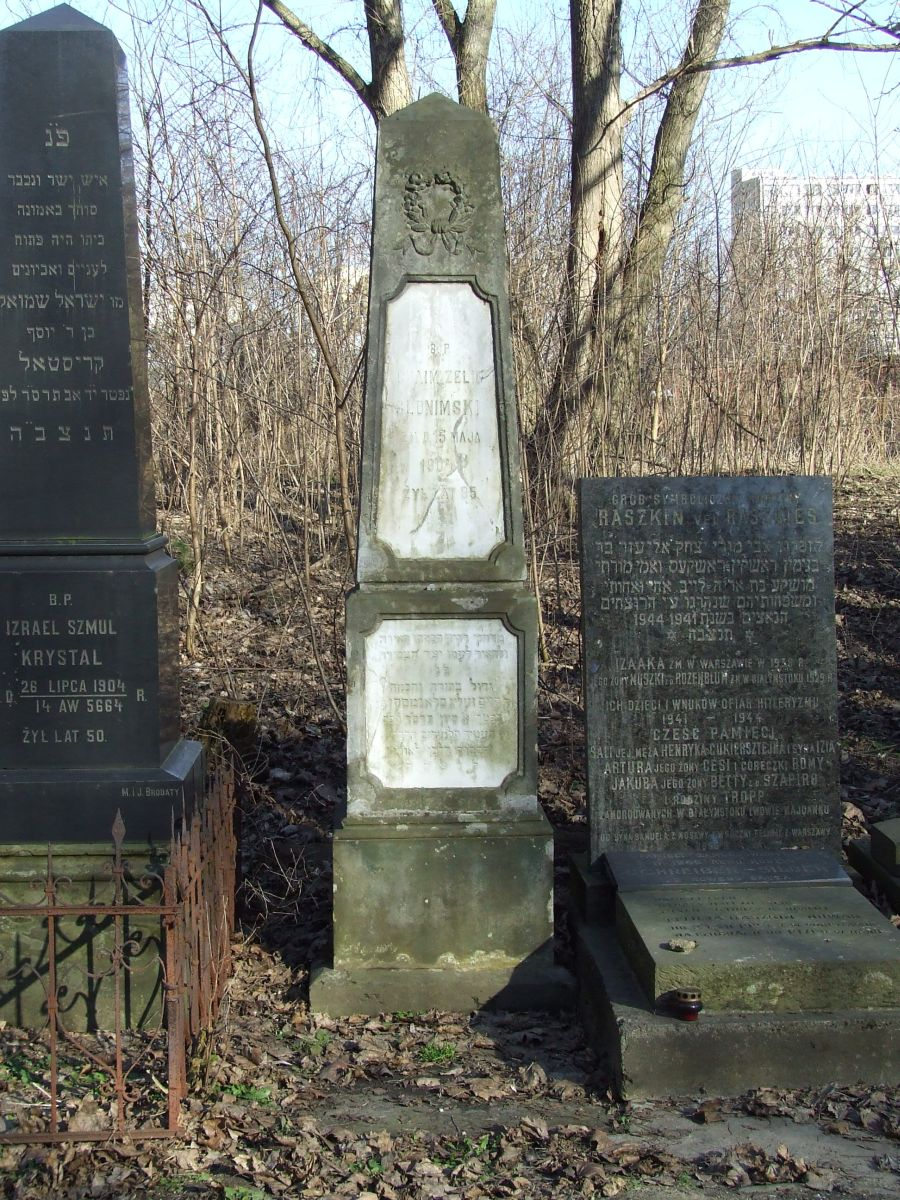
Grób Chaima Słonimskiego na cmentarzu żydowskim przy ulicy Okopowej w Warszawie

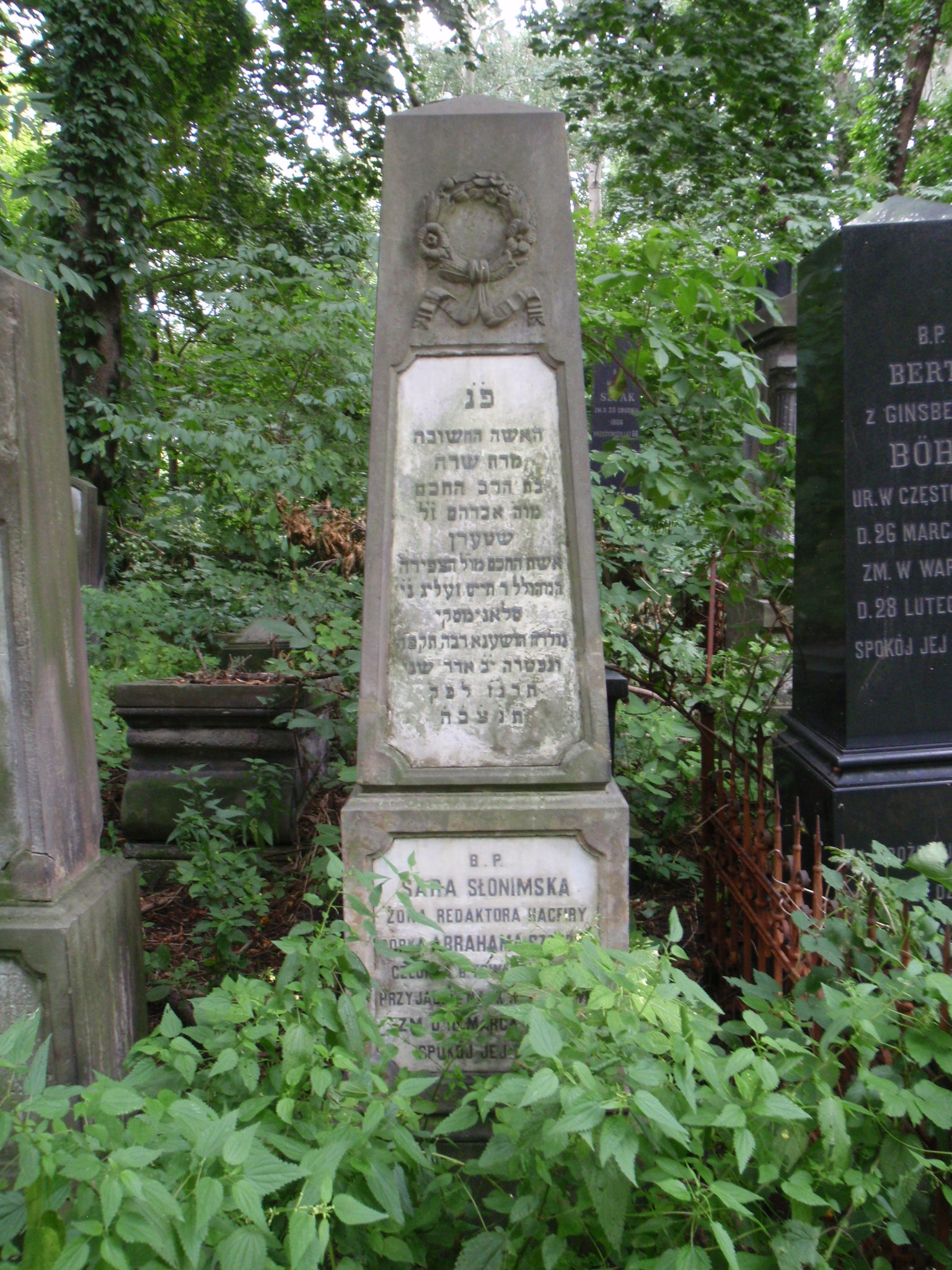
Grób żony Chaima Słonimskiego – Sary na cmentarzu żydowskim przy ulicy Okopowej Warszawie

Chaim Zelig Słonimski ps. Chazas (hebr. חיים זליג סלונימסקי, ur. 10 marca 1810 w Białymstoku, zm. 15 maja 1904 w Warszawie) – polski pisarz, matematyk, astronom i wynalazca pochodzenia żydowskiego.

## Życiorys
Syn Jakuba Słonimskiego, urodził się w Białymstoku w ortodoksyjnej rodzinie żydowskiej, która zapewniła mu tradycyjne religijne wykształcenie. W 1828 ożenił się z bogatą panną z Zabłudowa i przeniósł się do domu teściów, gdzie samodzielnie studiował matematykę, astronomię (za przewodnika miał Jechiela Zabłudowskiego, jednego z pionierów żydowskiego oświecenia). Nauczył się tam także języka niemieckiego, rosyjskiego i francuskiego. Z powodu niechęci żony do jego pracy naukowej i oporów tamtejszego środowiska, rozwiódł się w 1831 i powrócił do Białegostoku, gdzie został pisarzem w hucie szkła, którą posiadał jego brat.
W 1834, dzięki pomocy bogacza Mojżesza Rozentala z Wilna, wydał w języku hebrajskim podręcznik matematyki Podstawy wiedzy (hebr. Jesodej chochma). Podręcznik zawierał krótki rys algebry elementarnej i wyższej. W 1835 wydał pierwszą pracę z astronomii, zatytułowaną Kometa (aram. Kochawa de-szawit), w której m.in. opisał kometę Halleya. Praca przyniosła mu duży sukces, który zmobilizował go w 1838 do wyjazdu do Warszawy. Tam nawiązał kontakt z polskimi astronomami: Janem Baranowskim i Franciszkiem Armińskim, którzy napisali wstęp do książki Słonimskiego Dzieje nieba (hebr. Taldot ha-szamajim), wydanej w 1838 dzięki protekcji matematyka, Abrahama Jakuba Sterna. Słonimski wykazał w niej błędy w tradycyjnym sposobie obliczania lat przestępnych w księżycowym Kalendarzu hebrajskim. Jako pierwszy w piśmiennictwie hebrajskim przyjął system heliocentryczny M. Kopernika.
W 1839 wynalazł maszynę do dodawania i odejmowania, która zaprezentowana w Królewcu otrzymała pochlebną ocenę Friedricha Wilhelma Bessela.
W 1842 poślubił Sarę, najmłodszą córkę Abrahama Sterna i osiadł w Warszawie na stałe.
W stolicy zajął się udoskonalaniem wynalezionej przez teścia maszyny liczącej, którą przedstawił na wystawach w Królewcu w 1844 i następnie w Sankt Petersburgu w 1845, na której otrzymał nagrodę Cesarskiej Akademii Nauk (nagrodę im. Demidowa drugiego stopnia (2500 rubli)), a cesarz Mikołaj I Romanow nagrodził go prawem zamieszkania poza rejonem żydowskim w Warszawie. Wynalazek prezentował później w Berlinie, gdzie dzięki Aleksandrowi von Humboldtowi został nagrodzony przez króla Fryderyka Wilhelma IV sumą 50 friedrichsdorów.
Odkryte przez niego twierdzenie z teorii liczb, dotyczące tzw. liczb Fareya, pozwoliło oprzeć konstrukcję maszyny na pomysłowo ułożonych tablicach, które nawinięte na wałki i obracane przez rachmistrza dawały wszystkie składniki iloczynu lub ilorazu.
W latach 1846–1858 mieszkał i pracował w Tomaszowie Mazowieckim (według Abrahama Cygielmana). Za nagrodę, którą uzyskał w Londynie za swoją maszynę, Słonimski wydzierżawił ziemię w pobliżu Tomaszowa (według Janiny Kumanieckiej). Prowadził tam eksperymenty z zakresu technologii garncarstwa, metalurgii, hydrostatyki i elektryczności.
W 1850 otrzymał patent na cynowanie naczyń kuchennych z lanego żelaza, a w 1854 na sikawkę strażacką. W 1852 opracował sposób liczenia wstecz lat przestępnych w kalendarzu żydowskim. W 1859 ulepszył działanie telegrafu, dzięki urządzeniu do jednoczesnego przekazywania czterech depesz przez jeden przewód. W 1862 założył popularnonaukowe pismo w języku hebrajskim dla umiarkowanie zasymilowanych i oświeconych Żydów „Ha-Cefira” (z hebr. Jutrzenka), w którym oprócz propagowania asymilacji pisał o najnowszych osiągnięciach techniki.
W 1861 został inspektorem Szkoły Rabinów w Żytomierzu i jednocześnie cenzorem druków hebrajskich, poprzez co został zmuszony do zawieszenia wydawania „Ha-Cefiry”, której wydał łącznie 25 numerów. W szkole wraz z żoną Sarą prowadził również kółko dramatyczne. W 1873 szkoła została zamknięta przez władze carskie, wskutek czego Słonimski powrócił do Warszawy.
W 1875 wznowił wydawanie „Ha-Cefiry” w Berlinie, a następnie w Warszawie. Prowadził je do 1886. Od 1864 działał w Warszawskim Towarzystwie Krzewienia Oświaty wśród Izraelitów. W 1865 opublikował podręcznik do matematyki Podstawy nauki liczenia (hebr. Jesodej chochma ha-sziur).
Zmarł w Warszawie. Został pochowany w alei głównej cmentarza żydowskiego przy ulicy Okopowej w Warszawie (kwatera 71, rząd 1). Miał czterech synów – przedwcześnie zmarłego w Tomaszowie Mazowieckim Abrama Jakuba (1845–1849), Józefa (1860–1934), Lajba vel Leonida (Ludwika) (1850–1918) i Stanisława (1853–1916). Dwaj ostatni porzucili judaizm – Stanisław dla katolicyzmu, a Leonid dla prawosławia. Jego wnukami byli: Antoni Słonimski (1895–1976), Piotr Słonimski (1893–1944), Nicolas Slonimsky (1894–1995), Michaił Słonimski (1897–1972) i Aleksander Słonimski (1881–1964).

## Prace
- Mosedej chochma. Podstawy nauki, Wilno 1834
- Kochva de-šavit. Kometa, Wilno 1835
- Toldot ha-šamajim. Dzieje nieba. Warszawa 1838
- Opisanie novago ċislitel’nago instrumenta (Описание нового числительного инструмента). Petersburg, 1845
- Eine allgemeine Formel für die gesamte jüdische Kalender-Berechnung. Journal für die reine und angewandte Mathematik 28 (1844)
- Allgemeine Bemerkungen über Rechenmaschinen und Prospectus eines neu erfunden Rechen-Instruments. Journal für die reine und angewandte Mathematik (1844)
- Mecijuł ha-nefeš ve Kijuma chuc la-guf. Warszawa, 1852
- Jesode ha-ibur. Warszawa, 1852
- Ot zikaron. Warszawa, 1858
- Jesodej chochmat ha-šiur (1865)